# Joseph Arthur Ankrah
O tenente-general Joseph Arthur Ankrah (18 de agosto de 1915 – 25 de novembro de 1992) foi o primeiro comandante do exército de Gana e, de 1966 a 1969 foi o segundo chefe de estado de seu país.

## Juventude
Ankrah nasceu a 18 de agosto de 1915 em Accra, filho de Samuel Paul Cofie Ankrah e de Beatrice Abashie Quaynor, comerciante, ambos da etnia Ga. Ankrah iniciou seus estudos em 1921 na Escola Metodista Wesleyana em Accra, onde seu apelido era 'Ankrah Patapaa' por sua "força de argumentação e sempre mostrar liderança entre seus pares". Em 1932, ele entrou na Academia de Gana, uma das escolas secundárias de seu país, onde le se tornou um bom jogador de futebol. Ele obteve seu certificado sênior na escola Cambridge em 1937. Em seguida ele ingressou no serviço civil de Gana.

## Carreira militar
Com a eclosão da Segunda Guerra Mundial, Ankrah foi mobilizado para a Royal West African Frontier Force. Quando sua brigada estava na África Oriental em 1940, ele foi transferido para Accra com o posto de oficial de almoxarifado Classe II e transformado no segundo na hierarquia de commando. Em Outubro de 1946, ele foi para a Unidade de Treinamento de Cadetes no Reino Unido, e se graduou em Fevereiro de 1947 como o primeiro oficial africano da Costa do Ouro no exército de seu país. Ele atingiu o posto de tenente em 1947 e se tornou o primeiro comandante de campo africano no quartel-general do exército. Ele tornou-se posteriormente o primeiro ganês a ser instrutor chefe da unidade de educação. Foi promovido a major em 1956 e se tornou o primeiro africano a comandar uma unidade composta apenas por africanos, a Companhia Charlie do primeiro batalhão em Tamale, Gana. Posteriormente tornou-se tenente-coronel e comandou todo o batalhão. Ele atingiu o posto de coronel por volta de 1960, numa época em que poucos oficiais ganeses tinham atingido aquele posto. Durante a operação das Nações Unidas no Congo, ele foi o comandante de brigade da força baseada em Luluaburg, Kasai, na atual República Democrática do Congo. Ele foi o único ganês que recebeu a Cruz Militar em Leopoldville por feitos notáveis no Congo, em 1961.
Após sua experiência no Congo, ele foi rapidamente promovido a general-de-brigada e depois a major-general tornando-se o primeiro ganês comandante do exército em 1961, e posteriormente chefe do escritório de defesa. Ele foi afastado do exército de Gana em 1965 sob a suspeita de planejar um golpe de estado.

## Política
Ankrah tornou-se diretor do National Investment Bank após deixar o exército. Ele entretanto tornou-se chefe de estado e líder do Conselho de Libertação Nacional (NLC) após o golpe de 24 de Fevereiro de 1966. Em Janeiro de 1967, ele serviu de mediador entre as facções em conflito na guerra civil da Nigérian em Biafra. Ele foi forçado a renunciar à liderança do NLC e à chefia de estado devido a um escândalo de suborno envolvendo um empresário nigeriano.

## Família
Em 1965 ele casou-se com sua terceira esposa, Mildred Christina Akosiwor Fugar (1938 - 2005), em Accra.